# Hogna galapagoensis
Hogna galapagoensis este o specie de păianjeni din genul Hogna, familia Lycosidae. A fost descrisă pentru prima dată de Banks în anul 1902. Conform Catalogue of Life specia Hogna galapagoensis nu are subspecii cunoscute.